# Hjortøgade
Hjortøgade er en gade beliggende på Østerbro i København. Gaden ligger mellem Østerbrogade og Skarøgade.

## Navnets oprindelse
Gaden er muligvis opkaldt efter den lille ø Hjortø, som ligger mellem Tåsinge og Drejø i det Sydfynske Øhav. Dette følger traditionen i området, hvor flere gader er navngivet efter danske øer og provinsbyer.

## Børnehuset Hjortøgade
I nummer 3 på Hjortøgade ligger en institution med en bemærkelsesværdig historie. I 1944 blev Folkebørnehaven Hjortøgade 3 udsmykket af en gruppe spontant-abstrakte kunstnere, herunder Asger Jorn, Henry Heerup, Ejler Bille, Agnete Therkildsen, Carl-Henning Pedersen og Else Alfelt.